# Ricardo Milillo
Ricardo Milillo (19 settembre 1969) è un ex calciatore venezuelano, di ruolo centrocampista.

## Carriera
Con la Nazionale venezuelana ha giocato 7 partite nel 1993 e 4 partite nel 1999.